# 哈茨山麓武尔夫滕
哈茨山麓武尔夫滕是德国下萨克森州的一个市镇。总面积14.82平方公里，总人口1934人，其中男性957人，女性977人（2011年12月31日），人口密度130人/平方公里。